# Джаббарзаде, Зейнал Алаббас оглы
Зейнал Алаббас оглы Джаббарзаде (азерб. Zeynal Əlabbas oğlu Cabbarzadə; 31 декабря 1920, Баку — 20 января 1977, там же) — азербайджанский советский поэт и публицист. Заслуженный работник культуры Азербайджанской ССР (1970).

## Биография

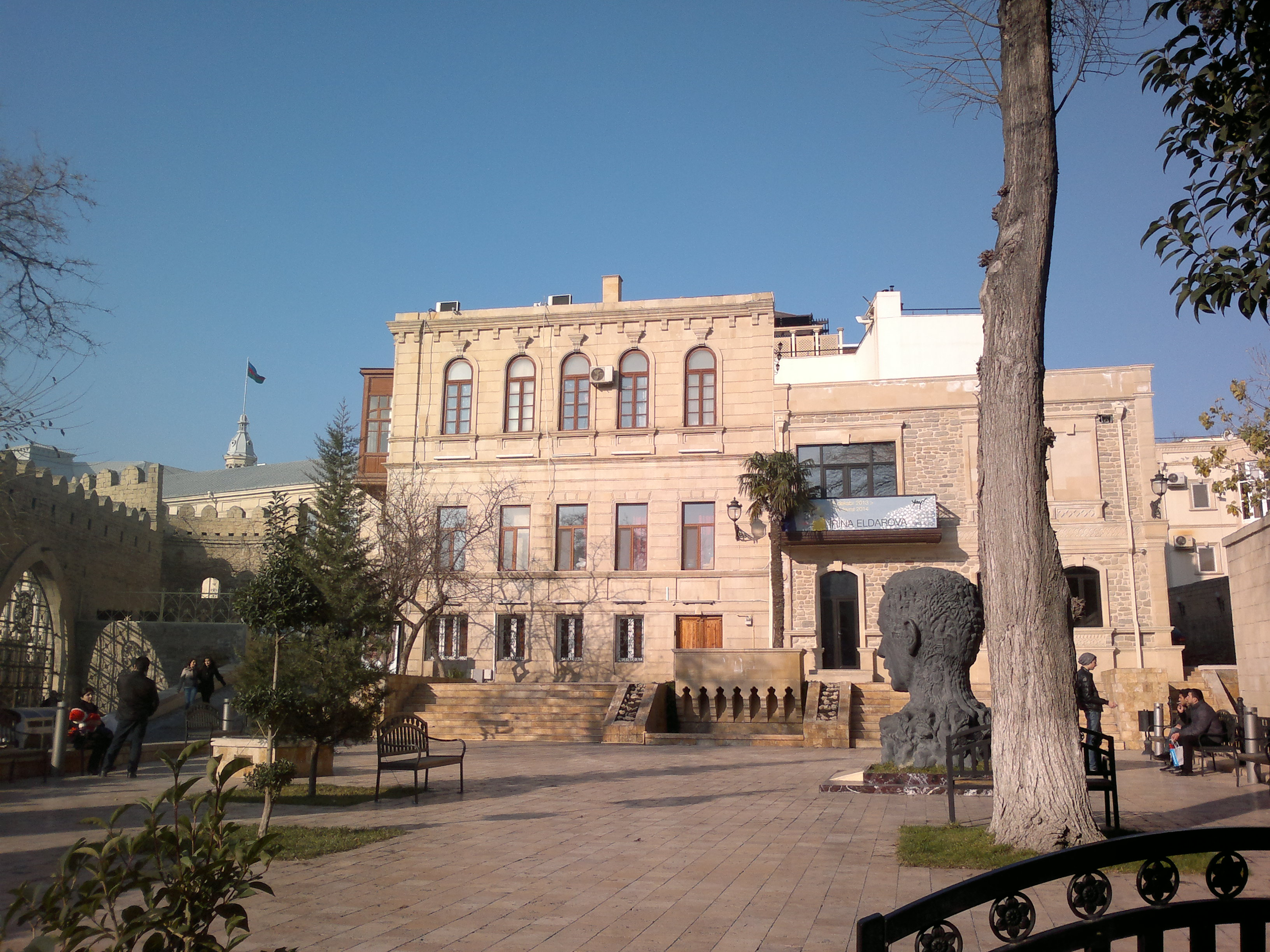
Сад в Ичери-шехер, на месте которого находился дом, в котором родился и жил Джаббарзаде

Зейнал Алаббас (или Аббас) оглы Джаббаров родился 31 декабря 1920 в интеллигентной семье моряка в Баку, в исторической части города, крепости Ичери-шехер (дом на Малой Крепостной улице, где родился и жил Джаббарзаде был снесён в 50-х годах, он находился за станцией метро «Ичери-шехер», при входе в Старый город, разбит сад и поставлен памятник Алиаге Вахиду). Получив образование в профессиональном училище после окончания средней школы, Джаббарзаде в 1937 году поступил на факультет литературы Педагогического института. Опубликованное в газете в этом же году стихотворение «Пушкин», считается его первым изданным произведением. В 1941 году Зейнал Джаббарзаде окончил Педагогический институт имени Ленина и отправился в Шемаху для перевода на азербайджанский язык поэмы Михаила Лермонтова «Измаил-Бей», приуроченную к юбилею поэта. В Шемахе поэта застала Великая Отечественная война. Джаббарзаде был направлен в Сухумское военное училище, а уже в 1942 году Зейнал Джаббарзаде, будучи в звании старшего лейтенанта, был на фронте. В конце 1942 года в составе 416-й Краснознамённой Таганрогской стрелковой дивизии, сформированной в Азербайджане, участвовал в боях против на подступах к Моздоку. В одном из боев рядом с ним взорвалась бомба и Джаббарзаде был тяжело контужен. Без сознания он был доставлен в полевой госпиталь, находившийся в землянке. Здесь друг Джаббарзаде, поэт Ахмед Джамиль случайно увидел его и потребовал, чтобы того срочно эвакуировали в тыл. Через два часа в землянку попала бомба. Зейнал Джаббарзаде всегда говорил, что «своим чудесным спасением обязан Ахмеду Джамилю».
Əməyin azad,

Diləyin azad.

Ay ellər qızı,

Bu şən ölkəmin

Bəxtəvər qızı!
Не вой ты, ветер, над волной,

Волна, смири свой нрав шальной,

Повыше, солнце, подымись

И освети простор земной.

Весна, укрась наш мирный путь,

Пройдите, бури, стороной,

Мы нашу силу целиком

Хотим отдать стране родной.
Зейнал Джаббарзаде серьезно лечился в течение десяти лет, он не мог слышать и разговаривать. Несмотря на тяжелое состояние здоровья, поэт продолжал творить. В 1943 году он был принят в ряды Союза писателей Азербайджана. В 1947 году песня «Сурая», написанная Сеидом Рустамовым на его слова, получила Государственную премию Азербайджана. Это была первая премия молодого поэта. Она была получена из рук композитора Узеира Гаджибекова. Эта песня, посвящённая хлопкоробу, Герою Социалистического Труда, матери-героине Сурае Керимовой, приобрела широкую известность. её исполняли такие певцы как Рашид Бейбутов и Шовкет Алекперова.
После того как здоровье Джаббарзаде стабилизировалось, он начал работать в Литературном фонде при Союзе писателей. В 1967 году Джаббарзаде был принят в ряды Союза писателей СССР. В 60-е годы он был известным поэтом-песенником в республике. На его произведения писали музыку такие композиторы как Сеид Рустамов («Сурая», «Алагёз», «Интизар»), Тофик Гулиев («Илк бахар», «Сэн мэним, мэн сэнин», «Ахшам махнысы», «Йох, йох, йох…», «Бадамлы»), Джахангир Джахангиров («Лирическая песня»), Эмин Сабитоглу («Чай», «Буду бу», «Бу геджа»), Василий Соловьев-Седой («Добрый край, Азербайджан»; совместно с Тофиком Гулиевым). Песни, написанные на слова Джаббарзаде исполняли Бюльбюль, Рашид Бейбутов, Шовкет Алекперова, Агабаджи Рзаева, Лютфияр Иманов, Фидан и Хураман Касимовы.

Мемориальная доска на стене дома в Баку, в котором с 1959 по 1977 год жил Зейнал Джаббарзаде. Скульптор Натик Алиев.

Зейнал Джаббарзаде является также автором слов к песням из таких кинофильмов как «Покорители моря» (Кара Караев), «Сабухи», «Мачеха», «Можно ли его простить?», «Телефонистка», «Встреча» (все Тофик Гулиев); «Кёроглы» (песня «Бана бана гял, гачма гёзял» Джахангир Джахангиров); «В Баку дуют ветры» (Хайям Мирзазаде), «Ромео — мой сосед» (текст песен, кроме «Севгилим», композитор Рауф Гаджиев). Также Зейнал Джаббарзаде является автором текста оперетт Фикрета Амирова «Гезюн айдын», Сулеймана Алескерова «Улдуз», детской музыки в соавторстве с Фикретом Амировым: «Гузум», «Гатар», «Бахар гялир»; с Кара Караевым — марш «Пионерская песня о мире» и др.
Кроме этого около тридцати лет Зейнал Джаббарзаде был главным редактором детского журнала «Пионер». Известны такие его поэмы как «Обитель» (1946), «Стихи» (1949), «Идет весна» (1951), «На берегу Днепра» (1955), «Мечты» (1957), «Чинара» (1958).
Зейнал Джаббарзаде является автором таких книг как «Мечты», «На берегу Днепра», «Ваши голоса», «Верь слову моему», «Я не устал», «Дом юности», «Простите меня», вышедших на азербайджанском и русском языках. Его первая книга «Ханиман» вышла в сет в 1946 году. В этой книге были собраны фронтовые воспоминания поэта. При жизни Джаббарзаде было издано 13 его книг. После смерти в советский период было издано 3 его книги, а в годы независимости Азербайджана в 2005 году были опубликованы «Избранные произведения» (согласно распоряжению президента Азербайджанской Республики Ильхама Алиева от 12 января 2004 года «Об осуществлении массовых изданий на азербайджанском языке с латинской графикой»).
Скончался Зейнал Джаббарзаде 20 января 1977 года.

## Память
- В 2005 году в театре «Мугам» прошёл творческий вечер Зейнала Джаббарзаде[5].
- В 2007 году по адресу улица Пушкина 12/14 состоялось торжественное открытие мемориальной доски в честь Зейнала Джаббарзаде. На церемонии присутствовали министр культуры и туризма Азербайджана Абульфаз Гараев, а также председатель Союза писателей Азербайджана Анар[1].
- Согласно указу президента Азербайджана Ильхама Алиева о сохранении наследия азербайджанской культуры и искусства, была выпущена книга, где имя Зейнала Джаббарзаде было одним из первых в списке выдающихся творческих личностей Азербайджана[5].